# Eduardo García
Eduardo García, né le 11 juillet 2002 à Guadalajara au Mexique, est un footballeur mexicain qui joue au poste de gardien de but avec le CD Guadalajara.

## Carrière

### En sélection nationale
En octobre et novembre 2019, il est sélectionné pour la Coupe du monde des moins de 17 ans au Brésil, où il est le portier titulaire de la sélection. Les Mexicains atteignent la finale de la compétition qu'ils perdent face au Brésil (1-2).
Il figure par ailleurs notamment dans l'équipe type de la compétition de France Football.

## Palmarès
Mexique -17 ans
- Championnat de la CONCACAF des moins de 17 ans
  - Vainqueur en 2019.
- Coupe du monde des moins de 17 ans
  - Finaliste en 2019.